# Hotel Oloffson
Hotel Oloffson er et hotel centralt i Port-au-Prince, hovedstaden i Haiti.  
Det meste af hotellet er i 1800'ernes nygotik (viktoriansk stil), og hotellet er blandt andet omgivet af en lille tropisk have. 
Bygningen blev oprindelig opført af daværende præsident Tirésias Simon Sam som residens for den magtfulde familie Sam, hvor blandt andet to af landets præsidenter kommer fra.
Da USA i 1915 besatte Haiti og Sam-familien flygtede, blev ejendommen taget i brug som militærhospital af de amerikanske besættelsestropper indtil 1935, hvor USA trak sig tilbage.
Ejendommen blev herefter udlejet til den svensk/tyske skibskaptajn Werner Gustav Oloffson, der indrettede stedet som hotel.
Hotel Oloffson gav inspirationen til Graham Greenes fiktive Hotel Trianon, beskrevet i romanen Gøglerne fra 1966.
Hotellet blev brændt ned den 6. juli 2025 af haitiske bander i et brandangreb efter bandekrigen i Haiti (en).